# Villas de Jojutla
Villas de Jojutla es una localidad del estado mexicano de Morelos. Es parte del municipio de Tlaquiltenango. Fue fundada el 15 de julio de 2009.

## Toponimia
El nombre «Jojutla» proviene de los términos en náhuatl: xoxoutik, color celeste; tlan, lugar de abundancia. Su significado es «Lugar donde abunda el color celeste».

## Demografía
| Censo | Población |
| ----- | --------- |
| 2010  | 196       |
| 2020  | 1625      |